# McCulloch County
Das McCulloch County ist ein County im Bundesstaat Texas der Vereinigten Staaten. Das U.S. Census Bureau hat bei der Volkszählung 2020 eine Einwohnerzahl von 7.630 ermittelt. Der Sitz der County-Verwaltung (County Seat) befindet sich in Brady.

## Geographie
Das County liegt nahe dem geographischen Zentrum von Texas und hat eine Fläche von 2780 Quadratkilometern, wovon 10 Quadratkilometer Wasserfläche sind. Es grenzt im Uhrzeigersinn an folgende Countys: Coleman County, Brown County, San Saba County, Mason County, Menard County und Concho County.

## Geschichte
McCulloch County wurde 1856 aus Teilen des Bexar County gebildet. Benannt wurde es nach Benjamin McCulloch, einem Texas Ranger und späterem General der Konföderierten Armee.
Zwei Bauwerke im County sind im National Register of Historic Places („Nationales Verzeichnis historischer Orte“; NRHP) eingetragen (Stand 27. November 2021), das McCulloch County Courthouse  und Old McCulloch County Jail.

## Demografische Daten

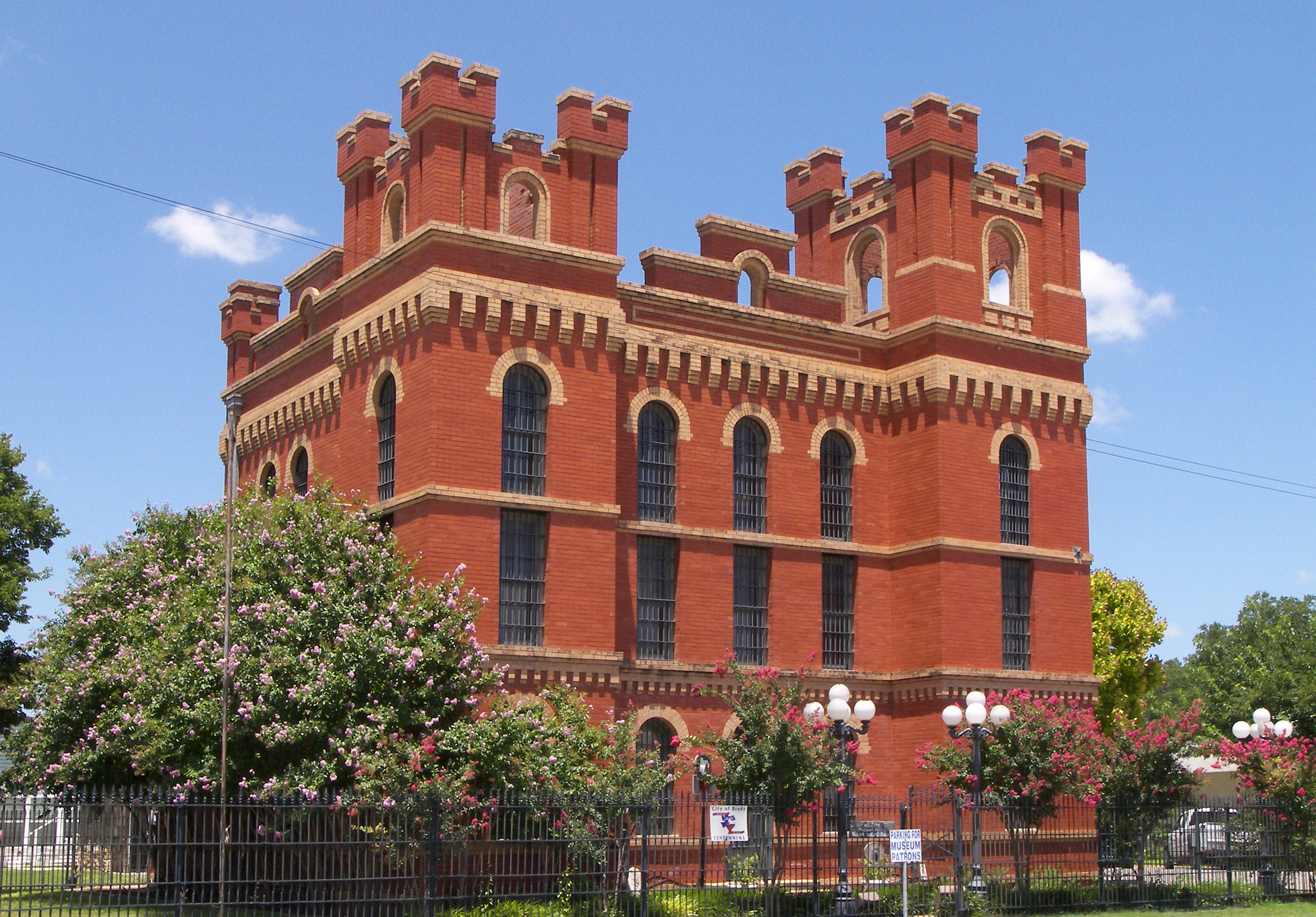
Old McCulloch County Jail (Bezirksgefängnis), gelistet im NRHP mit der Nr. 75002073

Nach der Volkszählung im Jahr 2000 lebten im McCulloch County 8.205 Menschen in 3.277 Haushalten und 2.267 Familien. Die Bevölkerungsdichte betrug 3 Einwohner pro Quadratkilometer. Ethnisch betrachtet setzte sich die Bevölkerung zusammen aus 84,64 Prozent Weißen, 1,57 Prozent Afroamerikanern, 0,26 Prozent amerikanischen Ureinwohnern, 0,17 Prozent Asiaten, 0,01 Prozent Bewohnern aus dem pazifischen Inselraum und 11,71 Prozent aus anderen ethnischen Gruppen; 1,63 Prozent stammten von zwei oder mehr Ethnien ab. 27,04 Prozent der Einwohner waren spanischer oder lateinamerikanischer Abstammung.
Von den 3.277 Haushalten hatten 30,7 Prozent Kinder oder Jugendliche, die mit ihnen zusammen lebten. 55,3 Prozent waren verheiratete, zusammenlebende Paare 10,2 Prozent waren allein erziehende Mütter und 30,8 Prozent waren keine Familien. 28,2 Prozent waren Singlehaushalte und in 15,8 Prozent lebten Menschen im Alter von 65 Jahren oder darüber. Die durchschnittliche Haushaltsgröße betrug 2,47 und die durchschnittliche Familiengröße betrug 3,01 Personen.
26,6 Prozent der Bevölkerung war unter 18 Jahre alt, 6,6 Prozent zwischen 18 und 24, 22,9 Prozent zwischen 25 und 44, 24,3 Prozent zwischen 45 und 64 und 19,5 Prozent waren 65 Jahre alt oder älter. Das Medianalter betrug 40 Jahre. Auf 100 weibliche Personen kamen 90,1 männliche Personen und auf 100 Frauen im Alter von 18 Jahren oder darüber kamen 86 Männer.

Das jährliche Durchschnittseinkommen eines Haushalts betrug 25.705 USD, das Durchschnittseinkommen einer Familie betrug 30.783 USD. Männer hatten ein Durchschnittseinkommen von 25.844 USD, Frauen 18.337 USD. Das Prokopfeinkommen betrug 14.579 USD. 17,3 Prozent der Familien und 22,5 Prozent der Einwohner lebten unterhalb der Armutsgrenze.

## Städte und Gemeinden
- Brady
- Calf Creek
- Camp San Saba
- Doole
- Fife
- Lohn
- Melvin
- Mercury
- Milburn
- Niblock
- Pear Valley
- Placid
- Rochelle
- Salt Gap
- Stacy
- Voca
- Waldrip
- Whiteland